# Haubourdin
 Haubourdin  es una población y comuna francesa, en la región de Norte-Paso de Calais, departamento de Norte, en el distrito de Lille y cantón de Haubourdin.

## Demografía
| 1 850                     | 1 809 | 1 813 | 1 883 | 2 151 | 2 345 | 2 419 | 3 130 | 3 210 | 3 232 | 3 654 | 4 204 | 4 434 | 5 379 | 6 409 | 7 083 | 7 457 | 7 858 | 8 485 | 8 828 | 9 396 | 9 650 | 10 784 | 10 916 | 11 001 | 10 579 | 12 095 | 12 610 | 12 106 | 14 552 | 14 497 | 14 321 | 14 965 | 14 726 |
| (Fuente: INSEE y Cassini) |       |       |       |       |       |       |       |       |       |       |       |       |       |       |       |       |       |       |       |       |       |        |        |        |        |        |        |        |        |        |        |        |        |